# 遠藤星希
遠藤 星希（えんどう せいき）は、日本の文学者。文学博士(東京大学)。専門は中国古典文学。法政大学文学部日本文学科准教授。

## 略歴
2001年、法政大学文学部日本文学科卒業後、東京大学大学院人文社会系研究科にて中国文学を専攻し、2010年に博士号取得。明海大学や東京理科大学で非常勤講師を務めた後、2015年より青山学院大学助教となる。
2017年から、法政大学へ着任し専任講師を経て現職。

## 著作等
- 『シリーズで学ぶ中国語 漢語作文』共著（東方書店、2011年）
- 『新井白石『陶情詩集』の研究』共著（汲古書院、2012年）
- 『柳宗元古文注釈―― 説・伝・騒・弔』共著（新典社、2014年）
- 『幕末漢詩人杉浦誠『梅潭詩鈔』の研究』共著（汲古書院、2015年）
- 『中国文化事典』共著（丸善出版株式会社、2017年）
- 『杜甫と玄宗皇帝の時代』共著（勉誠出版、2018年）
- 『大沼枕山『歴代詠史百律』の研究』共著（汲古書院、2020年）
- 『茶をうたう――朝鮮半島のお茶文化千年』共著（クオン、2021年）
- 『留学生のための日本文学入門』共著（和泉書院、2021年）
- 『とびらをあける中国文学――日本文化の展望台』共著（新典社、2021年）
- 『菊を採る東籬の下――石川忠久先生星寿記念論文集』共著（汲古書院、2021年）

## 専門分野
専門は中国古典文学、日本漢詩。中国古典においては、中唐の李賀の詩を主要な研究分野とする。

## 受賞歴
- 「日本中国学会賞」受賞（2014年）